# Slayers Royal
Slayers Royal (яп. スレイヤーズろいやる Sureiyāzu roiyaru) — тактическая ролевая игра, разработанная студией Onion Egg, выпушенная Kadokawa Shoten и Entertainment Software Publishing на приставке Sega Saturn 25 июля 1997 года в Японии. В 1998 году Slayers Royal переиздана в Японии на платформе PlayStation практически в неизменном виде; портирование выполнено Japan Art Media, добавившей поддержку вибрации контроллера DualShock. Slayers Royal стала первой видеоигрой по франшизе Рубаки, в которой использовались видеоролики, озвученные актёрами оригинального аниме. Имеет сюжетно не связанное продолжение Slayers Royal 2, вышедшее в 1998 году.
В Slayers Royal группа путешественников под управлением игрока исследует вымышленную вселенную, сражается с населяющими её демонами и прочими существами, общается с дружественными персонажами. В центре сюжета — приключения юной волшебницы и её друзей, спасших эльфа и пытающихся разгадать тайну хранимого им ожерелья.
Slayers Royal была положительно встречена игровой прессой. Журналисты хвалили юмор, мини-игры и простоту в освоении, однако критике подверглись сжатие видеороликов, избыток диалогов и немногочисленность боёв.

## Игровой процесс
В тактической ролевой игре Slayers Royal игрок управляет небольшим отрядом, в котором обязательно присутствует главная героиня — волшебница Лина Инверс (яп. リナ・インバース) — сражающаяся против бандитов и демонов (яп. 魔族 mazoku).
Игра разделена на несколько видов геймплея: персонажи беседуют, как в визуальной новелле осуществляя сбор информации и передвижение по улицам и между городами, попутно разговаривая со встречными, узнавая сведения и получая предметы. Особенно важны озвученные диалоги, подчёркивающие ключевые события; также могут воспроизводиться анимации и ролики. В зависимости от фраз и ситуации, стандартный портрет персонажа меняется на весёлый, грустный, рассерженный, испуганный и так далее. Сражения ведутся на трёхмерных изометрических полях, аналогично Final Fantasy Tactics. В битвах игроку необходимо передвигать персонажей по поделённому на квадраты полю боя и отдавать команды Лине и её друзьям, включая выбор заклинаний и атак, чтобы уничтожить появляющихся врагов. Битва проходит в пошаговом режиме, для каждого персонажа доступны атакующие (яп. 攻撃型) и оборонительные (яп. 防御型) команды; также для большинства персонажей доступна магия. После хода противника игровой раунд заканчивается, затем процесс повторяется до победы одной из сторон. Каждым персонажем в группе игрока можно управлять вручную, либо отдать контроль искусственному интеллекту. Бои ведутся на открытых и замкнутых пространствах — помещениях, пещерах, — в последнем случае нельзя использовать мощные наступательные заклинания, такие как «Драгу Слэйв», способный одномоментно уничтожить большую часть декораций.

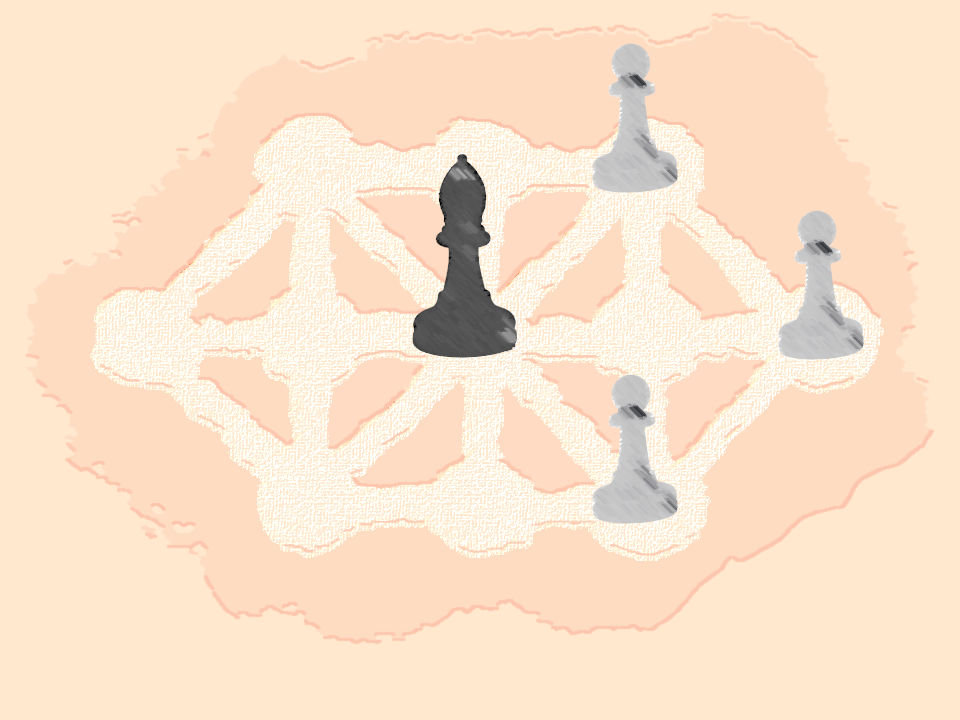
KNIGHT & MONSTER, визуализация. Белые фигуры в начальной позиции

По сюжету игроку могут предложить сыграть в одну из семи мини-игр. После полного прохождения, даже если пропущены игроком, они станут доступны в меню «Бонус» (おまけ) на титульном экране, вместе с заставками и музыкой.
- Соревнование обжор (яп. リナとガウリイの大食い競争) — игрок управляет Линой, пытаясь съесть больше Гаури[16], нажимая кнопку, соответствующую тарелке. Когда вилки соперников соприкасаются друг с другом, нужно быстро и многократно нажимать кнопку. Если съесть острый перец, Лина начнет извергать огонь и не сможет в это время предпринимать другие действия.
- KNIGHT & MONSTER — у игрока три белые фигуры «рыцарей», чтобы заблокировать чёрную фигуру «монстра», перемещающуюся по любой из дорог к правому краю игровой доски. «Рыцари» в начале игры занимают три правых позиции, «монстр» может быть на любой из оставшихся. «Монстр» движется в любую сторону, а «рыцари» не могут ходить вправо (по отношению к ним — назад). Фигуры ходят по очереди, пропускать ходы нельзя. Если «монстр» пройдёт до конца доски, игра окончена.
- SLOT MACHINE — «однорукий бандит» c тремя вращающимися барабанами. Нужно выстроить 3 одинаковых символа на центральной линии. Золото будет увеличиваться за каждый совпадающий символ.
- Большое вращение Амелии (яп. 大回転アメリア) — игрок управляет прыгающей с крыши Амелией, нажимая показанные на экране комбинации кнопок для выполнения оборотов, винтов, вращения, наподобие прыжков в воду. Чем сложнее трюк, тем выше оценка. Даётся три попытки на комбинацию.
- Испытание хохота Наги (яп. ナーガの高笑いトライアル) — нажимая указанные на экране кнопки, игрок наполняет легкие Наги воздухом, чтобы она смеялась как можно дольше.
- Викторина Slayers (яп. スレイヤーズクイズ) — необходимо правильно ответить на 100 вопросов, связанных с игровой вселенной. Ошибиться можно дважды. Кроме того, если не уложиться в отведённое на ответ время, игра заканчивается.
- Лина против грабителей (яп. リナの盗賊いぢめ) — управляя Линой, необходимо победить бандитов, бросающих в неё бочки. Доступно движение Лины влево и вправо, и стрельба огненной магией в приближающихся бандитов и бочки. Если попасть в бочку, это привлечёт бандитов. Если враги или бочки заденут Лину, игра заканчивается[12].

## Сюжет

### Сеттинг
Мир населяют люди и различные сказочные существа, среди которых эльфы, человекоподобные звери, драконы. Представители рас с развитым интеллектом могут говорить на человеческом языке. Континент разделён на несколько мирно соседствующих стран, большей частью которых правят людские королевские семьи или феодалы. Уровень культуры и науки примерно такой же, как в средневековой Европе. Крупные города соединены трактами, вдоль которых встречаются поселения, однако разбойники подстерегают вдоль дорог и на окраинах. Род занятий человека понятен с первого взгляда: среди людей принято носить узнаваемую одежду, присущую профессии, чтобы привлечь клиентов и работодателей. Магия прочно укоренилась в жизни людей — это привычное умение, изучаемое как наука. Она проявляется в нарушении логики этого мира определёнными словами и черпании силы из других измерений и существ. Магическая сила у каждого индивидуальна: простейшее заклинание способен освоить любой, за исключением единичных случаев. Чтобы компенсировать это, можно использовать усиливающие амулеты и талисманы. Заклинания в игре разделены на три типа:
- Шаманская магия — самая применяемая, черпает силу из астрала или четырёх первоэлементов: воды, земли, огня и воздуха. Исходя из источника энергии, колдовство этого типа либо стихийное, либо влияет на разум цели;
- Белая магия — лечащие, защитные и экзорцистские заклинания;
- Чёрная магия — заклинания, заимствующие энергию высокоранговых мазоку — существ хаоса и разрушения. Магия не может повредить существу, у которого заимствована. Чёрная магия несоизмеримо мощнее шаманской и белой: в зависимости от одарённости заклинателя, способна уничтожить мир по его желанию или выйдя из-под контроля[20].

| - Внутриигровая анимация выполнена J.C.Staff, слева-направо: Амелия, Зелгадис, Лина, Ларк, Гаури - Меню в бою и спрайты персонажей - Схематичное изображение изометрического сражения - Схематичное изображение диалогового экрана |

### Персонажи
- Лина Инверс — главная героиня, молодая одарённая чародейка с выдающейся магической силой, известная также как «Бандитоубийца», «Враг всего живого», «Дажедра». Себя называет «Гениальная волшебница с точёной миниатюрной фигуркой»[10]. Сэйю: Мэгуми Хаясибара[6].
- Гаури Габриев (яп. ガウリイ・ガブリエフ) — красивый и талантливый мечник с «медузьими» мозгами. Дурак, постоянно забывающий даже недавние события. Самопровозглашённый телохранитель Лины[10]. Сэйю: Ясунори Мацумото[6].
- Ларк (яп. ラーク) — эльф, обладающий ключевым для истории предметом. Мазоку похитили его сестру. Он старше, чем выглядит[10]. Сэйю: Юка Имаи[6].
- Зелгадис Грейвордс (яп. ゼルガディス・グレイワーズ) — человек, превращённый в химеру: смесь голема и мазоку. Ненавидит свой ужасный облик и ищет способ вернуть себе прежний вид[10]. Сэйю: Хикару Мидорикава[6].
- Амелия Вил Тесла Сэйрун (яп. アメリア・ウィル・テスラ・セイルーン) — принцесса города Сейруна, с девизом «Справедливость всегда побеждает!» истребляющая зло, расползающееся по миру. Специализируется на белой магии, неплохо владеет шаманской. Отец обучил её рукопашному бою[10]. Сэйю: Масами Судзуки[6].
- Сильфиль Нелс Лаада (яп. シルフィール・ネルス・ラーダ) — дочь верховного священника города Сайраага. Очень хорошо владеет белой магией, способна применять чёрную, но старается этого не делать из-за убеждений. У неё кроткий и покладистый характер, называет всех на «вы». Влюблена в Гаури[10]. Сэйю: Юми Тома[6]
- Нага Змеюка (яп. 白蛇のナーガ) — напарница Лины до встречи с Гаури. Специализируется на шаманской магии. Называет себя «самой сильной и заклятой соперницей Лины»[10]. Как пояснял в интервью руководитель «Onion Egg» Теру Исидзука, Slayers Royal примечательна тем, что Нага впервые появилась в общей истории со спутниками Лины из основного сюжета[7]. Сэйю: Мария Кавамура[6].

### История
Прерывая трапезу Лины и Гаури, в таверну входит Нага Змеюка и присоединяется к группе. В поисках подработки Лина узнаёт, что неподалёку видели испуганного эльфа, отправляется на его поиски и на окраине встречает демонов. По дороге в Беркленд Лина и её друзья натыкаются на эльфа Ларка, отбивающегося от мазоку Моссмана и Эмилии. Не зная, что произошло, Лина и сотоварищи тем не менее не остаются в стороне и помогают, рассчитывая на награду.
Спасённый эльф рассказывает, что его деревню сожгли демоны, захватили сестру Линею и разыскивали хранимое им легендарное ожерелье, заключающее древнюю магию. Подробности о сокровище должен знать старейшина деревни Грамсток. После ночи в гостинице Нага ненадолго покидает группу, но в близлежащем лесу нападает, обманутая неуклюжей маскировкой мазоку и нанятая ими за 200 золотых. После боя Нага сбегает, обронив деньги, а приключенцы добираются до деревни и узнают, что ожерелье — ключ от древнего города Лезариум. Старейшина дарит Гаури зачарованный меч и следует очередное сражение с демонами.

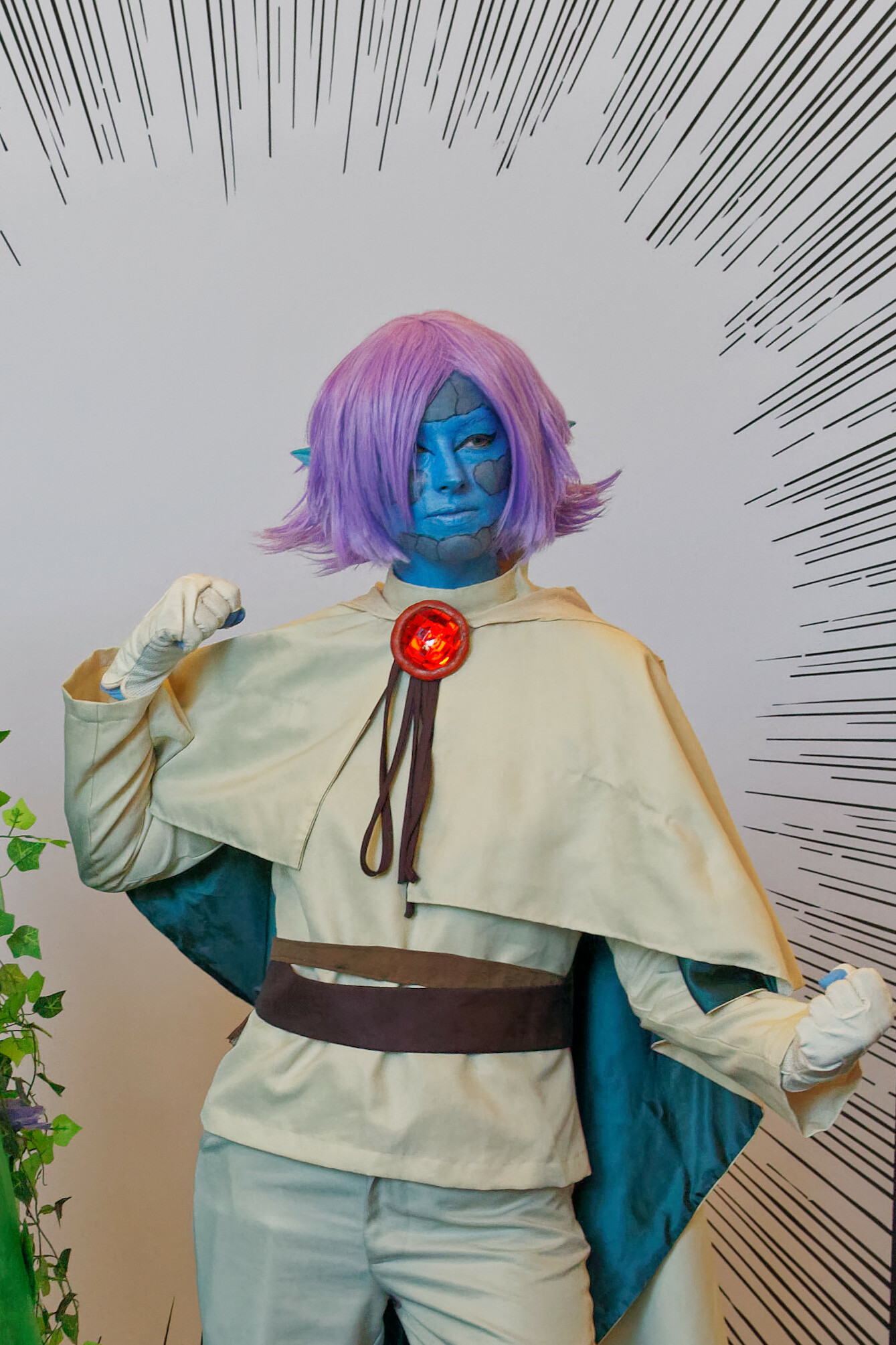
Косплей Зелгадиса на Japan Expo, 2019 год

Лина решает разузнать больше в городе Соня, но вскоре попадает в очередную засаду мазоку Эмилии и Зода. На выручку приходит старый друг Зелгадис, сообща с которым расправляются с врагами. Зелгадис рассказывает, что пытается вернуть свой прежний облик: не желая быть химерой, в поисках средства он узнал, что ожерелье может управлять временем. Добравшись до города, друзья во главе с Линой посещают Гильдию магов, где находят книгу про ожерелье, но она написана рунами и только священники Сейруна могут её перевести. Поведение Гаури, заснувшего со скуки, злит Лину, отчего она начинает ругаться и шуметь, поэтому их выгоняет библиотекарь, но благодаря ловкости Ларка удаётся прихватить том с собой.
Вечером мазоку Эмилия атакует возле гостиницы, однако появляется неожиданная подмога — принцесса Амелия — и друзья одерживают победу. Прочитать книгу Амелия не может и предлагает пойти в своё королевство, где в хорошей библиотеке есть словари. По дороге в Сейрун, посетив разрушенную деревню Ларка и сразившись с демонами, герои вскоре натыкаются на Зода, пытающегося выкупить ожерелье и вновь побеждают.
Встреченный вскоре пройдоха Галев похищает ожерелье, обманув Ларка. Пытаясь нагнать его, путешественники прибывают в очередной город, где выясняется, что мошенник обещал за их головы награду, поэтому придётся отбиваться от наёмников. Мэр рассказывает, что сдал Галеву лачугу в глухомани: друзья вынуждены пойти в лес и отнять ожерелье, а после следовать в Сейрун.
Наконец, возле библиотеки путешественников замечает жрица Сильфиль. Ознакомившись с книгой, она назначает встречу в гостинице, где рассказывает о прочитанном: в замке Лезариум оживляли слепки прошлого, а демоны могут переместиться из слепка в наш мир. Сильфиль полагает, что мазоку хотят призвать Повелителя Тьмы, Рубиноокого Шабранигду. Лина, однажды уничтожившая его, не желает ещё раз сражаться с таким могущественным врагом и все спешат в Лезариум. Встреченный четвёртый мазоку Фог используя магию захватывает и передаёт слуге ожерелье, затем начинает сражение.
Откуда-то из недр появился огромный летающий замок, Лина берёт Ларка и с помощью левитации попадает внутрь. В последнем зале персонажей ожидает главный злодей игры — Дион — начавший призыв Повелителя Тьмы.

## Отзывы и критика
Slayers Royal имела коммерческий успех в Японии, став самой продаваемой игрой для Sega Saturn в сентябре 1997 года, однако подвергалась и критике: Sega Saturn Magazine жаловался на низкое разрешение видеороликов, большое количество диалогов в игровом процессе при немногочисленности и вторичности боёв. Французский журнал Consoles+ дал версии Saturn оценку 90 %, сравнив её с Riglord Saga и Sakura Wars, а позже также 87 % для порта PlayStation. Consoles News отмечал, что игра проста в освоении, несмотря на обилие диалогов на японском. Дэйв Халверсон из Gamers' Republic включил её в число непереведённых японских игр, «владением которыми гордился бы любой пользователь Sega Saturn». В России в журнале «Великий Dракон» она упомянута, как «очень симпатичная игра с хорошим чувством юмора, увлекательными мини-играми и вдохновляющей магией».
| Иноязычные издания   | Иноязычные издания                                                                 |
| Издание              | Оценка                                                                             |
| -------------------- | ---------------------------------------------------------------------------------- |
| Consoles +           | 90 %                                                                               |
| Consoles News        | 3,5 из 5 звёзд · 3,5 из 5 звёзд · 3,5 из 5 звёзд · 3,5 из 5 звёзд · 3,5 из 5 звёзд |
| Sega Saturn Magazine | 6,3/10                                                                             |